# Черкасов, Иван Максимович
Ива́н Макси́мович Черка́сов (4 октября 1924, село Трубицино, Орловская губерния — 30 октября 2014, пос. Покровское, Орловская область) — полный кавалер ордена Славы.

## Биография
Родился 4 октября 1924 года в селе Трубицино (ныне — Покровского района), до войны успел поработать крепильщиком на одной из шахт Донбасса. В армию призван 4 марта 1942 года Покровским райвоенкоматом, воевал в составе 116 отдельного сапёрного батальона 41 стрелковой дивизии на Брянском, Центральном, 1-м Белорусском фронтах. Освобождал Орловскую и Брянскую области, Белоруссию, Польшу, Германию. Участвовал в войне с Японией. Демобилизовался в 1947 году. Награждён орденом Славы 3 степени — 6 июля 1944 года, 2 степени — 18 августа 1944 года, 1 степени — 15 мая 1946 год, кроме того, имеет ордена Отечественной войны 1 степени и Красной Звезды. Участник парада 24 июня 1945 года. После демобилизации работал в Покровском районном узле связи, был участником парадов в Москве 9 мая 1985 года и 9 мая 1995 года. Жил в посёлке Покровское. Почётный гражданин Покровского района.